# Dead to Me
Dead to Me är en amerikansk svart komediserie från 2019. Serien är skapad av Liz Feldman och den första säsongen hade premiär på Netflix den 3 maj 2019. Serien är producerad av Feldman, Will Ferrell, Adam McKay och Jessica Elbaum. Första säsongen består av tio avsnitt. I juni 2019 tillkännagavs att en andra säsong kommer att ha premiär den 8 maj 2020. Även den andra säsongen består av 10 avsnitt.

## Handling
Dead to Me handlar om den starka vänskapen mellan Jen (Applegate) och Judy (Cardellini). Både Jen och Judy har nyligen blivit änkor och går i terapi för att bearbeta sorgen efter sina bortgångna män. Jens man dog efter att ha blivit påkörd av en bil vars förare sedan smet. Judys fästman dog i en hjärtattack. Vad Jen inte känner till är att Judy sitter på en hemlighet som kan rasera deras vänskap.

## Rollista (i urval)
- Christina Applegate - Jen Harding
- Linda Cardellini - Judy Hale
- James Marsden - Steve Wood (säsong 1)
- Max Jenkins - Christopher Doyle
- Sam McCarthy - Charlie Harding
- Eddie Asner - Abe Rifkin (säsong 1)
- Telma Hopkins - Yolanda
- Lily Knight - Linda